# Politica della Scozia
La Scozia è una delle quattro nazioni costitutive del Regno Unito.

## Introduzione storica
Nel 1603 le corone di Scozia ed Inghilterra vennero unite sotto re Giacomo. Dopo Elisabetta I, della dinastia dei Tudor e morta senza figli, il trono passò infatti alla dinastia scozzese degli Stuart. Fino all'inizio del 1700, la Scozia rimase comunque uno stato indipendente, benché il re fosse lo stesso. Nel 1707 però, sotto il regno della regina Anna, i parlamenti di Inghilterra e Scozia votarono l'Atto di Unione che sanciva la creazione di un unico stato, il Regno di Gran Bretagna, al quale si sarebbe aggiunto, con l'Atto di Unione del 1800 (entrato in vigore nel 1801) il Regno d'Irlanda all'inizio del XIX secolo, dando vita al Regno Unito di Gran Bretagna e Irlanda.
Conseguenza dell'Atto del 1707, nacque il Parlamento di Gran Bretagna, dissolvendo il parlamento inglese e quello scozzese.

## Il Parlamento scozzese del 1999

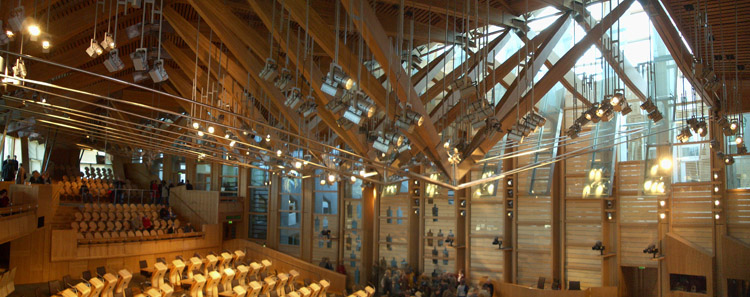
Il Parlamento scozzese

La Scozia è sempre stata una roccaforte del partito laburista. La vittoria di Tony Blair alle elezioni del 1997 riaprì la questione dell'autonomia delle nazioni costitutive e dunque della devolution. Poche settimane dopo infatti, nel settembre dello stesso anno, si tenne in Scozia un referendum nel quale gli scozzesi si espressero a larga maggioranza (il 74%) a favore della creazione di un Parlamento scozzese.
Nel 1998, Westminster fece seguito alla richiesta del referendum approvando lo Scotland Act, che istituiva un parlamento ed un'amministrazione scozzesi.

## Governo
Le prime elezioni si tennero il 6 maggio 1999. Donald Dewar del Partito Laburista Scozzese divenne primo ministro (First Minister) sorretto da una coalizione laburista e liberal-democratica. Alla sua morte, nell'ottobre del 2000, gli successe Henry McLeish, rimasto in carica fino al novembre dell'anno successivo.
Il 22 novembre 2001 divenne primo ministro Jack McConnell, che continuò a guidare la coalizione laburista-liberal democratica fino al 2007, quando alle elezioni vinse il Partito Nazionale Scozzese e Alex Salmond divenne primo ministro alla guida di un governo monocolore dell'SNP (senza maggioranza assoluta nell'assemblea, con 47 seggi su 129). Alle elezioni legislative del 2011 l'SNP ottenne 69 seggi su 129, ottenendo la maggioranza assoluta al parlamento e riconfermando Salmond come primo ministro. Alle elezioni del 2016 il SNP mantenne la maggioranza dei voti, ma non la maggioranza assoluta; costituì pertanto un governo di minoranza.